# El bolsillo del revés
«El bolsillo del revés» es el decimoquinto sencillo de la cantante Chenoa, segundo de su quinto álbum Absurda cenicienta, el tema habla sobre los minipisos y las dificultades económicas de los jóvenes, por lo que fue una de las primeras canciones que hablaron abiertamente sobre la crisis. El sencillo fue lanzado inicialmente a finales de febrero de 2008 en España como segundo sencillo y a Latinoamérica donde fue lanzado como tercer sencillo; no llegó hasta principios de 2009 . En España el tema contó con un moderado éxito y escasa promoción al contrario que su sencillo predecesor, sin embargo, ha conseguido sonar bastante en algunos países de Latinoamérica como Costa Rica o Argentina.

## Repercusión del sencillo
| Canción               | Pos.Costa Rica | Pos.Argentina | Pos.Brasil | Pos.España |
| El bolsillo del revés | #1             | #1            | #11        | #14        |
| --------------------- | -------------- | ------------- | ---------- | ---------- |

## Videoclip
El videoclip muestra a Chenoa en distintas fases de su vida dentro de un minipiso y la ironía de reírse de las dificultades al no haber otra opción. El videoclip cuenta con más de 500.000 visitas en YouTube.

## Información adicional
- Letra
- Videoclip